# AMD FX
AMD FX es una serie de microprocesadores x86-64 de gama alta diseñada por AMD para computadoras personales presentada en el año 2011. Esta afirmaba ser la primera línea de procesadores de escritorio con 8 núcleos, aunque solo contaba con 4 FPUs, pues cada grupo de 2 núcleos compartía una sola FPU. Fueron originalmente basados en la arquitectura Bulldozer, y luego reemplazada por Piledriver en 2012.
La idea principal de esta arquitectura es tener un clúster de 2 núcleos de enteros completos, que comparten una FPU, la caché L1 de instrucciones (la de datos es independiente), la caché L2, y el front-end (que puede subdividirse para atender a cada núcleo si es necesario). A esta disposición AMD la denominó CMT (Cluster Multi Thread).
FX sustituyó a la arquitectura Phenom II, y en 2017 esta sería sustituida por Zen, bajo la marca Ryzen.

## Disposición de los módulos
Cada módulo de 2 núcleos comparte:
- La caché L1 de instrucciones de 64 KB y 2 vías.
- Las etapas de fetch (32 bytes / ciclo).
- El hardware de Branch Prediction.
- Los cuatro decoders X86.
- La caché L2 compartida para cada dos INT cores con su L2 TLB.
- El Data Prefetcher encargado de precargar datos en las cachés.
- La FPU dual de 128 bit FMAC

Cada módulo de 2 núcleos no comparte:
- Un scheduler de enteros (INT scheduler) por core, unificado para ALUs y AGUs.
- L1d de 16 KB y alta asociatividad.
- Dos ALUs. Unidades de proceso de enteros.
- Dos AGUs. Unidades de generación de direcciones de memoria.
- Juego de registros y de registros alias con su hardware de renombramiento.
- Unidad de Load - Store con procesamiento fuera de orden en lecturas y escrituras a memoria con sus colas de comandos.

Según AMD, la mejora de prestaciones en enteros gracias a integrar un segundo núcleo en el módulo ronda el 80%.[cita requerida]